# Bertelovci
Bertelovci falu Horvátországban, Pozsega-Szlavónia megyében. Közigazgatásilag Jakšićhoz tartozik.

## Fekvése
Pozsegától légvonalban 6, közúton 8 km-re északkeletre, községközpontjától 2 km-re északnyugatra, Szlavónia középső részén, a Pozsegai-medencében, Jakšić és Treštanovci között fekszik.

## Története
A területén talált régészeti leletek alapján már a történelem előtti időben éltek emberek itt. A mai település is régi, de a középkorból nincs adat róla. A környék településeivel együtt 1537-ben foglalta el a török. A török korban a katolikus horvátok lakták. 1687-ben szabadult fel a török uralom alól. 1698-ban „Bertholovczi” néven 6 portával szerepel a török uralom alól felszabadított szlavóniai települések összeírásában. 1702-ben 13, 1746-ban 12 ház állt a településen. Az 1730-as egyházlátogatás egy kápolnát talált a településen, melyet Szent János apostol tiszteletére szenteltek.
Az első katonai felmérés térképén „Dorf Bertelovczi”néven látható. Lipszky János 1808-ban Budán kiadott repertóriumában „Bertelovczy” néven szerepel. Nagy Lajos 1829-ben kiadott művében „Bertelovcze” néven 19 házzal, 121 katolikus vallású lakossal találjuk. A 19. század közepétől a megmaradt horvátok mellé németek települtek be.
1857-ben 123, 1910-ben 150 lakosa volt. 1910-ben a népszámlálás adatai szerint lakosságának 95%-a horvát, 5%-a német anyanyelvű volt. Pozsega vármegye Pozsegai járásának része volt. Az első világháború után 1918-ban az új szerb-horvát-szlovén állam, majd később (1929-ben) Jugoszlávia része lett. 1991-ben lakosságának 86%-a horvát, 8%-a szerb nemzetiségű volt. A településnek 2011-ben 151 lakosa volt. Egyetlen középülete a közösségi ház.

## Lakossága
| Lakosság változása | Lakosság változása | Lakosság változása | Lakosság változása | Lakosság változása | Lakosság változása | Lakosság változása | Lakosság változása | Lakosság változása | Lakosság változása | Lakosság változása | Lakosság változása | Lakosság változása | Lakosság változása | Lakosság változása | Lakosság változása |
| ------------------ | ------------------ | ------------------ | ------------------ | ------------------ | ------------------ | ------------------ | ------------------ | ------------------ | ------------------ | ------------------ | ------------------ | ------------------ | ------------------ | ------------------ | ------------------ |
| 1857               | 1869               | 1880               | 1890               | 1900               | 1910               | 1921               | 1931               | 1948               | 1953               | 1961               | 1971               | 1981               | 1991               | 2001               | 2011               |
| 123                | 121                | 151                | 152                | 154                | 150                | 182                | 173                | 134                | 199                | 181                | 165                | 171                | 171                | 159                | 151                |